# 加治佐哲也
加治佐哲也（かじさ　てつや、1951年7月6日 - ）は、日本の教育学者、兵庫教育大学学長、日本教職大学院協会会長、日本ユネスコ国内委員会委員、中央教育審議会委員（教員養成部会長）。

## 来歴
鹿児島県南九州市生まれ。1974年広島大学教育学部卒、1979年同大学院教育学研究科博士課程後期退学、広島大学教育学部助手。1980年宮崎女子短期大学講師。1989年兵庫教育大学学校教育学部助教授、1997年教授。2010年兵庫教育大学長。2012年教員養成評価機構理事・評議員。2016年国立高等専門学校機構監事。2017年日本学校改善学会顧問。2019年兵庫教育大学長、文部科学省日本ユネスコ国内委員会委員、日本教職大学院協会会長。2021年文部科学省中央教育審議会委員、文部科学省特別支援教育を担う教師の養成の在り方等に関する検討会議座長。
1997年「教育委員会の政策過程に関する実証的研究」で九州大学博士（教育学）。

## 著書
- 『教育委員会の政策過程に関する実証的研究』多賀出版 1998
- 『アメリカの学校指導者養成プログラム』多賀出版 2005

### 共編著
- 『学校のニューリーダーを育てる 管理職研修の新たなスタイル』編著 学事出版 2008
- 『「夢実現学習」で中学校改革 学校評価・校内研修・学力向上・カリキュラム開発の実践』監修・著 田辺市立東陽中学校編著 学事出版 2010
- 『学校管理職養成スーパープログラム 先進教職大学院の実践に学ぶリーダー教育』編著 学事出版 2011

### 翻訳
- T.E.デール,K.D.ピターソン『学校文化を創るスクールリーダー 学校改善をめざして』中留武昭,八尾坂修共訳 風間書房 2002
- D.ブリッジ,P.スメイヤー,R.スミス編著『エビデンスに基づく教育政策』柘植雅義,葉養正明共編訳 勁草書房 2013

## 論文
- Cinii